# Ернст II фон Хонщайн-Клетенберг
Ернст II (I) фон Хонщайн-Клетенберг (на немски: Ernst II (I) von Honstein-Klettenberg; * ок. 1370/1373 в Клетенберг, Саксония; † ок. 12 юни 1426 при Аусиг в Чехия) е граф на Хонщайн, господар в Клетенберг, Лохра, Лаутерберг и Шарцфелд в Харц.
Той е син на граф Хайнрих VII фон Хонщайн-Клетенберг(VII/V) (ок. 1325/1350 – 1408/1409) и съпругата му принцеса Анна фон Брауншвайг-Грубенхаген (ок. 1343 – 1409), дъщеря на херцог Ернст I фон Брауншвайг-Грубенхаген (ок. 1297 – 1361) и Аделхайд фон Еберщайн (ок. 1324 – 1373). Брат е на Ото фон Хонщайн († 1406/1407), епископ на Мерзебург (1403 – 1406).
Ернст II е убит на 12 юни 1426 г. при Аусиг в Чехия.

## Фамилия
Ернст II се жени за графиня Анна (София) фон Щолберг (* ок. 1377; † 1436), дъщеря на граф Хайнрих XVI фон Щолберг († 1403) и Елизабет фон Мансфелд († 1398). Те имат децата:
- Хайнрих XI (1402 – 1454), граф на Хонщайн-Клетенберг-Лохра, женен I. пр. 7 септември 1424 г. за графиня Маргарета фон Валдек (1405 – 1464), II. сл. 15 май 1450 г. за принцеса Маргарета (Малгорцата) фон Саган-Силезия-Прибус (1415/1422 – 1491)
- Ернст III (II) „Стари“ († 1454, убит в турнир), граф на Хонщайн-Клетенберг-Лохра, женен пр. 15 ноември 1439 г. за Аделхайд фон Олденбург (ок. 1429 – 1492), сестра на датския крал Кристиан I
- Анна († 1450), омъжена 1435 г. за граф Гюнтер II фон Мансфелд-Кверфурт († 1475)
- Елизабет († 1474), омъжена 1418 г. за граф Ото II фон Холщайн-Шауенбург (1400 – 1464)
- вер. Мехтилд фон Хонщайн († ок. 1436), омъжена пр. 10 април 1436 г. за Гебхард XVIII фон Кверфурт († 1440)
- Херман († 1428)
- Ото († 1428)
- Елгер († 1443)
- Маргарета
- Агнес